# Bruneau (rivière)
Pour les articles homonymes, voir Bruneau.
La Bruneau (Bruneau River) est un cours d'eau des États de l'Idaho et du Nevada, aux États-Unis. Il se jette dans la Snake, un affluent du fleuve Columbia.